# 科技城站 (南昌市)
科技城站位于中华人民共和国江西省南昌市青山湖区火炬五路与艾湖路交叉口地下，是南昌地铁4号线的地铁车站。本站于2021年12月26日和4号线一同启用。

## 车站结构
车站为地下二层岛式车站:54。

### 楼层
| 1层  | 地面               | 出入口                     |  |  |
| -1层 | 站厅               | 自动售票机、客服中心       |  |  |
| -2层 |                    | █ 4号线 往白马山（北沥）   |  |  |
|      | 岛式站台，左侧开门 |                            |  |  |
|      |                    | █ 4号线 往鱼尾洲（终点站） |  |  |

### 出入口
| 编号                   | 指示                     | 图片 | 建议前往的目的地         |
| ---------------------- | ------------------------ | ---- | ------------------------ |
| 出口 · 1L              | 艾湖路东侧，火炬五路南侧 |      | 艾溪康桥、艾溪湖北路     |
| 出口 · 2L · 升降机标志 | 火炬五路北侧，艾湖路东侧 |      | 绿地玫瑰城、东箭路       |
| 出口 · 3L              | 火炬五路北侧，艾湖路西侧 |      | 南昌国家大学科技城       |
| 出口 · 4L              | 艾湖路东侧，火炬五路南侧 |      | 北沥三和公寓、艾溪湖北路 |
| 註： 設有              |                          |      |                          |

## 历史
- 2016年6月8日，江西省环境保护厅发布了《南昌市轨道交通4号线一期工程拟受理情况的公示》[4]，并公布了《南昌市轨道交通4号线一期工程环境影响报告书（全文公示稿）》，由此得知本站工程名为艾溪湖站[3]。
- 2017年2月8日，南昌轨道交通集团有限公司公布了《2、3号线站点更名及4号线命名方案获批》，由此得知本站正式站名为東箭路站（後改為現名）[5]。